# My Beautiful Dark Twisted Fantasy
My Beautiful Dark Twisted Fantasy is het vijfde studioalbum van Kanye West. Het album werd op 22 november 2010 uitgebracht.

## Tracklist
1. "Dark Fantasy" 4:40
2. "Gorgeous" (feat. Kid Cudi & Raekwon) 5:57
3. "Power" 4:52
4. "All of the Lights" (Interlude) 1:02
5. "All of the Lights" 4:59
6. "Monster" (feat. Jay-Z, Rick Ross, Nicki Minaj & Bon Iver) 6:18
7. "So Appalled" (feat. Jay-Z, Pusha T, Prynce Cy Hi, Swizz Beatz & The RZA) 6:38
8. "Devil in a New Dress" (feat. Rick Ross) 5:52
9. "Runaway" (feat. Pusha T) 9:08
10. "Hell of a Life" 5:27
11. "Blame Game" (feat. John Legend) 7:49
12. "Lost in the World" (feat. Bon Iver) 4:16
13. "Who Will Survive in America" 1:38